# Liste der Baudenkmäler in Ellzee
Auf dieser Seite sind die Baudenkmäler in der schwäbischen Gemeinde Ellzee zusammengestellt. Diese Tabelle ist eine Teilliste der Liste der Baudenkmäler in Bayern. Grundlage ist die Bayerische Denkmalliste, die auf Basis des Bayerischen Denkmalschutzgesetzes vom 1. Oktober 1973 erstmals erstellt wurde und seither durch das Bayerische Landesamt für Denkmalpflege geführt wird. Die folgenden Angaben ersetzen nicht die rechtsverbindliche Auskunft der Denkmalschutzbehörde.

## Baudenkmäler nach Ortsteilen

### Ellzee
| Lage                            | Objekt                                | Beschreibung | Akten-Nr.             | Bild           |
| ------------------------------- | ------------------------------------- | --- | --------------------- | -------------- |
| Grundweg 4 (Standort)           | Bauernhaus                            | Zweigeschossiger giebelständiger Satteldachbau mit Gesimsgliederung am Giebel, im Kern 18. Jahrhundert.                                                    | D-7-74-133-1 Wikidata | Bauernhaus     |
| Ichenhauser Straße 2 (Standort) | Katholische Pfarrkirche St. Katharina | Saalbau mit eingezogenem halbrund geschlossenen Chor, 1688, oktogonaler Turmaufbau mit Schweifhelm, wohl drittes Viertel 18. Jahrhundert; mit Ausstattung. | D-7-74-133-2 Wikidata | weitere Bilder |

### Hausen
| Lage                      | Objekt                                      | Beschreibung | Akten-Nr.              | Bild                                        |
| ------------------------- | ------------------------------------------- | --- | ---------------------- | ------------------------------------------- |
| Am Käppele (Standort)     | Feldkapelle                                 | Schlichter Rechteckbau mit halbrunder Apsis, im Kern 18. Jahrhundert. | D-7-74-133-9           | Feldkapelle                                 |
| Hauptstraße 15 (Standort) | Katholische Pfarrkirche St. Leonhard        | Saalbau mit eingezogenem Rechteckchor, Schweifgiebel mit wuchtigem Dachreiter mit Spitzhelm, im Kern zweites Viertel 18. Jahrhundert, 1866 historisierend überformt und um die Sakristei ergänzt; mit Ausstattung. | D-7-74-133-11 Wikidata | weitere Bilder                              |
| Hauptstraße 22 (Standort) | Wohnteil eines langgestreckten Einfirsthofs | Stattlicher zweigeschossiger giebelständiger Satteldachbau, im Kern 18. Jahrhundert, im 19. Jahrhundert überformt.                                                                                                 | D-7-74-133-12 Wikidata | Wohnteil eines langgestreckten Einfirsthofs |
| Im Oberdorf 3 (Standort)  | Stadel                                      | Stattlicher Fachwerkständerbau teilweise mit Ständerbohlenwand, 17./18. Jahrhundert. | D-7-74-133-7 Wikidata  | Stadel                                      |
| Schulgasse 5 (Standort)   | Pfarrhaus                                   | Zweigeschossiger stattlicher klassizistischer Walmdachbau mit Putzgliederung, 1866. | D-7-74-133-13 Wikidata | weitere Bilder                              |

### Hilbertshausen
| Lage                          | Objekt            | Beschreibung                                                                                        | Akten-Nr.              | Bild           |
| ----------------------------- | ----------------- | --------------------------------------------------------------------------------------------------- | ---------------------- | -------------- |
| Hilbertshausen 102 (Standort) | Kapelle St. Maria | Einfacher Rechteckbau mit eingezogener Halbrundapsis und kleinem Dachreiter, 1835; mit Ausstattung. | D-7-74-133-14 Wikidata | weitere Bilder |

### Riedmühle
| Lage                     | Objekt                                      | Beschreibung                                                                | Akten-Nr.              | Bild                                        |
| ------------------------ | ------------------------------------------- | --------------------------------------------------------------------------- | ---------------------- | ------------------------------------------- |
| Riedmühle 101 (Standort) | Wohnhaus der ehemaligen Mahl- und Sägemühle | Zweigeschossiger Satteldachbau mit Putzgliederung, im Kern 18. Jahrhundert. | D-7-74-133-15 Wikidata | Wohnhaus der ehemaligen Mahl- und Sägemühle |

### Stoffenried
| Lage                                          | Objekt                                                   | Beschreibung | Akten-Nr.              | Bild                |
| --------------------------------------------- | -------------------------------------------------------- | --- | ---------------------- | ------------------- |
| Kirchstraße 1 (Standort)                      | Katholische Pfarrkirche St. Ägidius                      | Saalbau mit eingezogenem Chor mit Dreiseitschluss und nördlich angestelltem Turm mit Spitzhelm, Chor und Turm spätgotisch, Ende 15. Jahrhundert, Erweiterung und Umbau des Langhauses 1733, historisierende Überformung 1882; mit Ausstattung. | D-7-74-133-16 Wikidata | weitere Bilder      |
| Kirchstraße 3 (Standort)                      | Pfarrhaus                                                | Zweigeschossiger Massivbau mit flachem Walmdach und Putzgliederungen im Maximiliansstil, 1868. | D-7-74-133-17 Wikidata | weitere Bilder      |
| Poststraße (am Nordende des Ortes) (Standort) | Kapelle                                                  | Kleiner Massivbau mit geschweiftem Giebel, Pilastergliederung und einer Nischenfigur des heiligen Leonhard, erbaut um 1775/1780. | D-7-74-133-20 Wikidata | Kapelle             |
| Schwaningerstraße 18 (Standort)               | Bauernhausmuseum                                         | Ehemaliges Bauernhaus, jetzt Kreisheimatstube, zweigeschossiger Mitterstallbau, Wohnteil mit Fachwerkobergeschoss, erste Hälfte 18. Jahrhundert, 1981 aus Oberwiesenbach (Gemeinde Wiesenbach, Landkreis Günzburg, ehemaliges Haus Nr. 47 1/2) hierher versetzt; ehemaliges Austragshaus, kleiner zweigeschossiger Fachwerkbau mit Satteldach, Ende 18. Jahrhundert, 1981 aus Hohenraunau (Stadt Krumbach, Landkreis Günzburg, ehemaliges Haus Nr. 22) hierher versetzt; Seilerbahn, langgestreckter, schmaler, erdgeschossiger Satteldachbau, 19. Jahrhundert, 1991 aus Langenhaslach (Markt Neuburg an der Kammel, Landkreis Günzburg) hierher versetzt. | D-7-74-133-21          | weitere Bilder      |
| Schwaningerstraße 20 (Standort)               | Ehemaliger Bauernhof, jetzt zur Kreisheimatstube gehörig | Massiver langgestreckter Mitterstallbau, zweigeschossiger Wohnteil mit stichbogigen Fensterbekrönungen, um 1875, um 1990 in den ursprünglichen Zustand zurückgeführt. | D-7-74-133-22 Wikidata | weitere Bilder      |
| Schwaningerstraße 25 (Standort)               | Ehemaliges Amtshaus                                      | Stattlicher zweigeschossiger Walmdachbau mit Architekturmalerei, 1771. | D-7-74-133-18 Wikidata | Ehemaliges Amtshaus |

## Ehemalige Baudenkmäler
In diesem Abschnitt sind Objekte aufgeführt, die früher einmal in der Denkmalliste eingetragen waren, jetzt aber nicht mehr. Objekte, die in anderem Zusammenhang also z. B. als Teil eines Baudenkmals weiter eingetragen sind, sollen hier nicht aufgeführt werden. Aktennummern in diesem Abschnitt sind ehemalige, jetzt nicht mehr gültige Aktennummern.

| Lage                                      | Objekt                  | Beschreibung | Akten-Nr.             | Bild                    |
| ----------------------------------------- | ----------------------- | ------------ | --------------------- | ----------------------- |
| Ellzee Stoffenrieder Straße 28 (Standort) | Ehemaliger Zehentstadel | Um 1700.     | D-7-74-133-6 Wikidata | Ehemaliger Zehentstadel |